# Krajská nemocnice Liberec
Krajská nemocnice Liberec, zkráceně KNL (formálně Krajská nemocnice Liberec, a. s.) je největší zdravotnické zařízení v Libereckém kraji. Zřizovatelem a majoritním vlastníkem (72,11 % akcií) je Liberecký kraj. Dalšími spolumajiteli pak jsou města Liberec, Turnov a Frýdlant. Celkově (včetně poboček Turnov a Frýdlant) disponuje dohromady 1143 lůžky.
Historie liberecké nemocnice a jejích prvních prostor sahá do roku 1845 a její byla postavena velmi rychle. Základní kámen byl položen 19. dubna 1845 a závěrečný kámen stavby 29. srpna téhož roku. Avšak dokončovací práce a vybavování nemocnice se protáhlo a k jejímu otevření došlo až 1. dubna 1848. Tehdejší kapacita byla 16 lůžek. Během následujících více než 150 let se nemocniční areál rozrůstal, ve 21. století má nemocnice přes 35 budov s celkovou plochou přes 80 tisíc metrů čtverečních.
V KN Liberec pracuje téměř 3 tisíce zaměstnanců v celkem 65 zdravotnických (Liberec: 48, Turnov: 66 a Frýdlant: 6) a 13 nezdravotnických odděleních.